# Brainville-sur-Meuse
Brainville-sur-Meuse is een gemeente in het Franse departement Haute-Marne (regio Grand Est) en telt 82 inwoners (2009). De plaats maakt deel uit van het arrondissement Chaumont.

## Geografie
De oppervlakte van Brainville-sur-Meuse bedraagt 6,0 km², de bevolkingsdichtheid is dus 13,7 inwoners per km².
De onderstaande kaart toont de ligging van Brainville-sur-Meuse met de belangrijkste infrastructuur en aangrenzende gemeenten.

## Demografie
Onderstaande figuur toont het verloop van het inwonertal (bron: INSEE-tellingen).